# Culver City (stacja metra)
Culver City – naziemna stacja linii Expo metra w Los Angeles znajdująca się w Culver City. Końcowa stacja pierwszego etapu budowy linii Expo, która docelowo ma dotrzeć do miasta Santa Monica. Została oddana do użytku 20 czerwca 2012 roku.

## Opis stacji
Stacja Culver City znajduje się na wiadukcie wzdłuż jezdni Exposition Bulevard w pobliżu skrzyżowania z Venice Boulevard. W pobliżu przebiega też Autostrada międzystanowa nr 10 (Santa Monica Freeway). Wystrój stacji zaprojektował Tom LaDuke.

## Historia

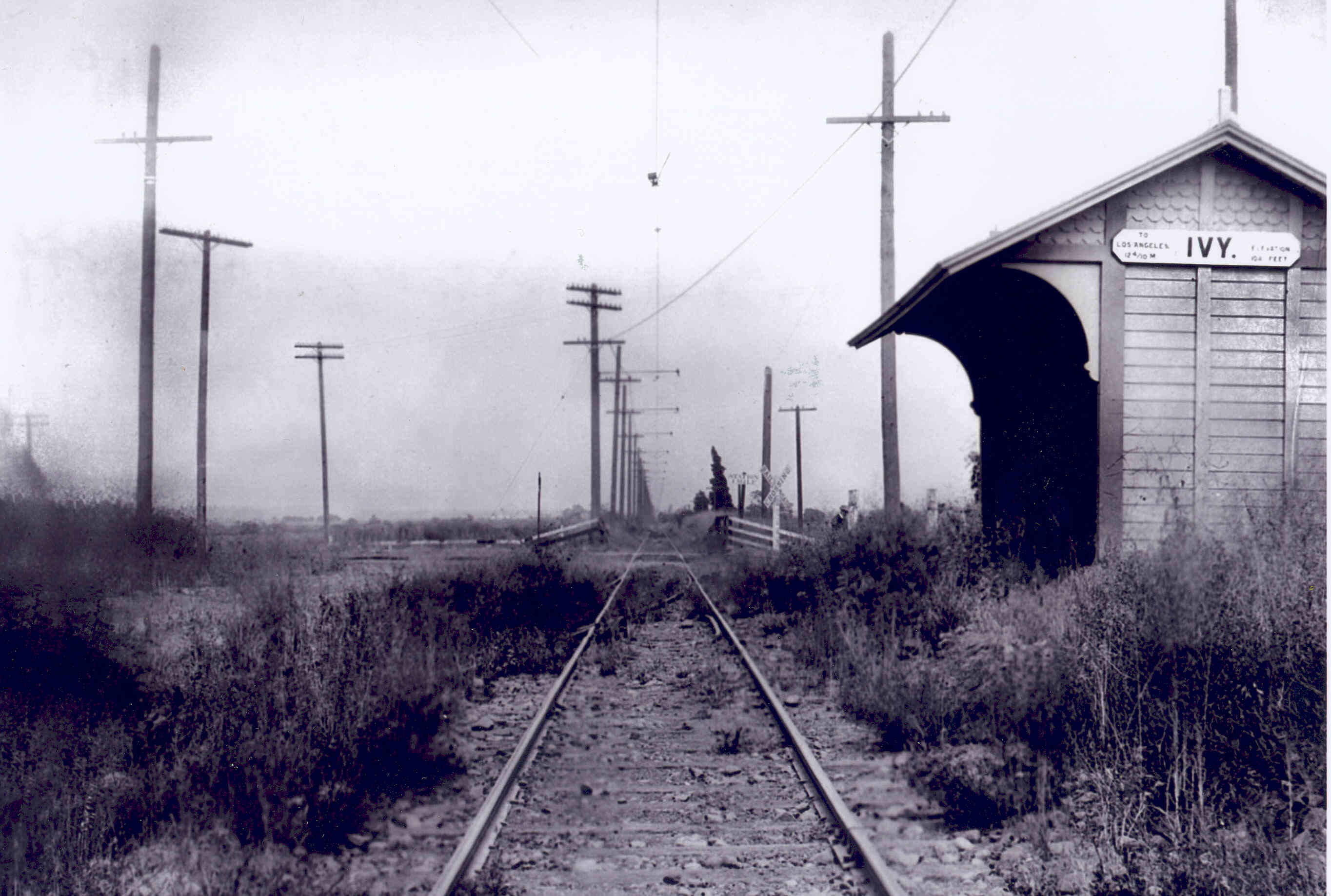
Stacja w 1905 roku

Obecna stacja znajduje się na miejscu przystanku kolejowego obsługiwanego przez na linii prowadzącej do dzielnicy Venice. Pod nazwą Culver Junction działał on od 1875 roku do 1953, kiedy to linia ta została zamknięta. Nazwa ta była zaznaczana na mapach do roku 2012 kiedy to otworzono nowy budynek pod obecnie funkcjonującą nazwą.
Zbudowany w 1907 roku oryginalny budynek podstacji trakcyjnej o nazwie Ivy Substation zachował się do dziś i w 1981 roku został wpisany do National Register of Historic Places.

## Połączenia autobusowe
Linie autobusowe Metro
- Metro Local: 33, 220
- Metro Express: 534
- Metro Rapid: 733
- Culver CityBus: 1, 5, 7
- Santa Monica Big Blue Bus: 5, 12, Rapid 12